# Larry Trask
Larry Trask è un personaggio dei fumetti, creato da Roy Thomas (testi) e Neal Adams (disegni), pubblicato dalla Marvel Comics. È comparso nelle storie degli X-Men n. 57.

## Biografia del personaggio
Figlio di Bolivar Trask, lo scienziato creatore delle prime Sentinelle, per uno scherzo del destino è un mutante dotato del potere della chiaroveggenza. Quando a tre anni predì la morte di sua madre, il padre Bolivar gli fece indossare un medaglione che annullò il ricordo di tale fatto e inibì il suo potere.
Ritenendo gli X-Men colpevoli della morte di suo padre, Larry, per vendicarsi, costruì la seconda generazione di Sentinelle con la quale tentò di catturare per poi eliminare tutti i mutanti del mondo (quasi riuscendoci). Quando il medaglione gli venne strappato da collo dal Giudice Chalmers, le Sentinelle, riconosciuto Trask come mutante, gli si rivoltarono imprigionandolo insieme ai suoi simili. Si salvò solo grazie ai tanto odiati X-Men che, grazie ad un'astuzia di Ciclope, riuscirono a distruggere tutti i robot caccia-mutanti.